# ماریان کلمن
ماریان کلمن (انگلیسی: Marián Kelemen؛ زادهٔ ۷ دسامبر ۱۹۷۹) بازیکن فوتبال اهل اسلواکی است که در پست دروازه‌بان بازی می‌کند.